# Dipartimento di Koro
Il dipartimento di Koro è un dipartimento della Costa d'Avorio situato nella regione di Bafing, distretto di Woroba.
La popolazione censita nel 2014 era pari a 59.210 abitanti.
Il dipartimento è suddiviso nelle sottoprefetture di Booko, Borotou, Koro, Mahandougou e Niokosso.